# Calcoteca
La Calcoteca pertany al conjunt d'edificis de l'Acròpoli d'Atenes, construït el 380- 370 aC, al costat del mur oriental del santuari d'Àrtemis Braurònia.
La Calcoteca s'unia amb el Partenó recorrent un petit tram de camí mitjançant uns graons. Tenia un petit pòrtic afegit posteriorment a començament del segle iv aC.
Era un lloc destinat a la custòdia de bronzes i a les ofrenes a la deessa Atena.